# 諸曁市
諸曁市（しょき-し）は中華人民共和国浙江省に位置する省直轄の県級市であり、しばらくの間、紹興市の代理管轄下に置かれている。農業のほか、真珠の特産地でもある。真珠、榧、茶は「諸曁三宝」と呼ばれる。県内の「五泄の滝（五洩の滝）」は有名な観光地であり、境内の五泄禅寺（五洩寺、永安寺）は曹洞宗総本山の一つである。

## 歴史
- 諸曁の由来は、古代皇帝禹が天下の諸侯をここに集めるという意味（諸=諸侯、曁=集まる）
- 春秋時代、諸曁は越の都であった。
- 1989年9月26日、国務院の批准を経て諸曁県を廃止し、諸曁市を設立する。

## 人口
人口106万人。陳と周は最も多い苗字で、合わせて総人口数の13%を占める。他には金、何、方、兪、楊などの苗字も多い。南東山間部では、斯姓の人が約12000。諸曁の周姓の人は北宋儒学者周敦頤二男の子孫である。ちなみに同じ紹興地方出身の魯迅（周樹人）は32代、周恩来は33代孫。

## 経済
2007年、中国全国県レベルのGDPランキングにおいて、諸曁は第12位。
- 中国一の靴下とネクタイマーケット（大唐鎮）。
- 中国一の淡水真珠産地である。
- 中国一のカヤ産地（楓橋鎮）。
- 工業では織布業、織布機械製造業、ばね・軸受などの金属製造業が発達している。

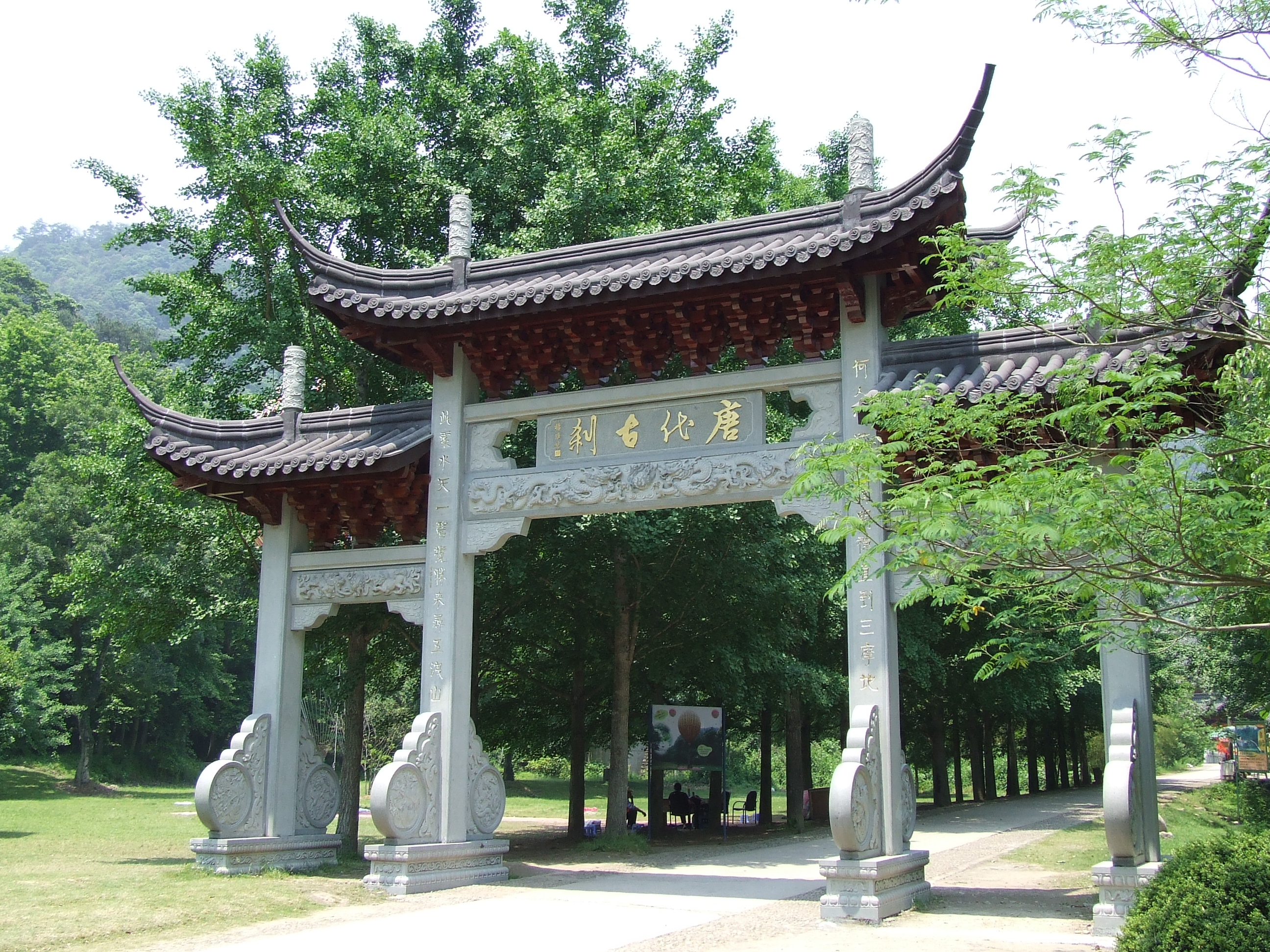
曹洞宗総本山の一つである五洩禅寺

## 交通
- 鉄道
  - 浙贛線 - 上海から中国南部への重要路線である滬昆線（中国鉄道基幹路線網八縦八横の一つである）の浙江省を通る部分。近年複線化、電化、短縮化工事をした。2007年4月、高速鉄道開通。上海までの所要時間は約2時間に短縮された。

- 高速道路
  - 杭金衢高速道路: 杭州、金華、衢州を結ぶ高速道路。滬昆高速道路（国道G60、中国高速道路基幹路線網五縦七横の一つである）の浙江省を通る部分。
  - 諸永高速道路: 諸曁市と温州市永嘉県を連絡する全長236キロメートルの高速道路。総工費は52.6億元。2010年1月7日開通。
  - 紹諸高速道路: 紹興と諸曁を結ぶ高速道路。

## 行政区画
- 街道：曁陽街道、浣東街道、陶朱街道、曁南街道、大唐街道
- 鎮：応店街鎮、次塢鎮、店口鎮、姚江鎮、山下湖鎮、楓橋鎮、趙家鎮、馬剣鎮、五洩鎮、牌頭鎮、同山鎮、安華鎮、璜山鎮、陳宅鎮、嶺北鎮、浬浦鎮、東白湖鎮
- 郷：東和郷

## 出身者
- 西施（施夷光） - 中国古代四大美女の一人。傾国の美女とも言われている。
- 洞山良价 - 俗姓は兪。唐代の高僧。曹洞宗の宗祖。
- 王冕 - 元代の画家。
- 陳洪綬 - 明代の画家。
- 何文慶 - 太平天国の指揮官。
- 包立身 - 清代の団練の指導者。
- 趙忠堯 - 核物理科学者。
- 張秋人 - 中国共産党初期活動家。殺害された。
- 何燮侯 - 北京大学校長。
- 馮聖法 - 中華民国将軍。
- 蔣鼎文 - 中華民国将軍。
- 宣鉄吾 - 中華民国将軍。
- 陳徳法 - 中華民国将軍。
- 汪寿華 - 青幇首領、中国共産党活動家。上海総工会委員長。上海クーデターで殺害された。
- 兪秀松 - 中国共産主義青年団初代書記。殺害された。
- 馮文彬 - 中国共産主義青年団七代目書記。
- 姚文元 - 文化大革命四人組の一人。姚公埠出身。
- 陳敏爾 - 重慶市党委書記。習近平党総書記の側近である。
- 鍾睒睒 - 実業家、資産家。中国最大の飲料会社農夫山泉（中国語版）の創業者。

## 友好都市
- 秋田県にかほ市 - 平成14年10月21日に友好都市提携協定書に調印